# Tony Touch
Tony Touch, conosciuto anche come Tony Toca, Mr. Coco Tosso, Von Bo Bo e Tony Navaja, all'anagrafe Joseph Antony Fernandez (New York, 2 luglio 1969), è un disc jockey, beatmaker e rapper statunitense, membro della Rock Steady Crew.

## Biografia
Di origini  portoricane, per un certo periodo risiede ad Orlando dove conosce l'hip hop e si appassiona al DJing. Prima di raggiungere la sua forma mentis comunque prova tutte le altre discipline dell'hip hop. Una volta presa confidenza con i turntables, Tony inizia a produrre mixtape e compilation underground (oltre un centinaio) per poi tornare nella Grande Mela nel 1991.
Oltre ad esibirsi all'interno del circuito underground e nell'ambiente dei club, rappa in spanglish (slang derivato dalla commistione di spagnolo ed inglese) ed acquista crescente credito all'interno delle strade newyorkesi. Miscela con abilità reggae, house music, dancehall, R&B ed hip hop, condivide liveshows con Fat Joe, The Roots, Big Pun e Guru dei Gang Starr; realizza strumentali per i Cocoa Brovaz, i Sunz Of Man e la Flipmode Squad.
Nel 1996 giunge al successo con la pubblicazione di 50 Emcees, LP in cui 50 valenti rappers si snodano in freestyle e virtuosismi lirici. Al primo 50 Emcees segue un secondo volume, uscito nel 1997. I due dischi gli procurano il premio di Best Freestyles, pubblicato in occasione degli ambiti Mixtape Awards. Nel 1999 vede la luce il terzo capitolo di 50 Emcees.
In qualità di rapper, Tony collabora con P.F. Cuttin' e DJ Muggs dei Cypress Hill al Rican-Struction EP. Toca è ormai un DJ affermato, fa uscire dischi sotto la sua label Touch Entertainment ed ha il massimo rispetto da parte dell'audience degli hiphopers. Nel 1999 firma per l'etichetta discografica Tommy Boy Records, e nella primavera dell'anno seguente fa uscire The Piece Maker (gioco di parole tra il peace maker cardiaco e il piece maker, ovvero il campionatore) che presenta un hip hop con strumentali campionate su beat robusti e massicci, MCs come Guru, Xzibit e la sua Lickwit, Busta Rhymes e la Flipmode Squad, i Cypress Hill, Eminem con i D12, il Wu-Tang Clan: tutti riuniti per rendere omaggio ad uno dei DJs migliori che l'hip hop abbia mai avuto l'onore di ospitare tra le proprie braccia. Il successo di The Piece Maker è notevole, ed alza il livello dei mixtape a New York ed in tutti gli USA.
Tra le sue innumerevoli uscite compaiono classici come Can't Sleep On The Streets e Power Cypha 3: The Grand Finale. Nel 2004 vede la luce The Piece Maker II, che presenta ospiti come Raekwon, Fat Joe, N.O.R.E., JuJu dei Beatnuts (gruppo con i quali collabora spesso), P. Diddy, Black Rob e tutta la Bad Boy Records, la Def Squad, Sean Paul, Slick Rick, i Cocoa Brovaz, Masta Ace, i Dead Prez e molti altri. Tony Touch è l'elemento che ha tutto ciò che occorre all'hip hop underground per portare alto il proprio nome: rime sporche e scandite, beats cadenzati e consistenti e campioni di suono minimali.

## Discografia
Album
- 2000 – The Piece Maker
- 2004 – The Piece Maker 2
- 2005 – The Reggaetony Album
- 2007 –  Reggaetony 2
- 2013 – The Piece Maker 3: Return of the 50 MC's

EP
- 2013 – The Rican-Struction